# Крюгер, Петер
Пе́тер Крю́гер (нем. Peter Krüger, 20 октября 1580 — 6 июня 1639) — немецкий математик, астроном-коперниканец и поэт, ученик  Тихо Браге и Иоганна Кеплера. В своих трудах на латыни он подписывался: Crüger. Один из ведущих астрономов XVII века, учитель Иоганна Гевелия и Андреаса Грифиуса.
Крюгер опубликовал трактаты по многим научным темам. Он внёс вклад в плоскую и сферическую тригонометрию, географию и астрономию, а также в технологию астрономических инструментов. В честь учёного назван кратер Крюгер на видимой стороне Луны, к юго-западу от Океана Бурь.

## Биография и научная деятельность
Крюгер родился в Кенигсберге, Герцогство Пруссия, которое в те годы входило в состав Королевства Польского. В раннем возрасте остался сиротой. Учился в университетах Кенигсберга, Лейпцига и Виттенберга, окончив обучение в 1606 году. Среди его учителей были Тихо Браге и Иоганн Кеплер. Затем он переехал в город Данциг (ныне Гданьск), где всю оставшуюся жизнь работал профессором поэзии и математики в Данцигской академии. 
Как философ и поэт, Крюгер был дружен с поэтом Иоганном Плавиусом, который в своём трактате «Institutio Poetica» упоминает Крюгера во вступительном письме. Крюгер посвятил Плавиусу поэтический панегирик, который был опубликован в предисловии к трактату Плавиуса «Praecepta logicia».
Во время Тридцатилетней войны несколько силезцев укрылись в Данциге от бедствий войны, среди них Андреас Грифиус, у которого, когда он учился в Данцигской академии с 1634 по 1636 год, Крюгер был учителем. Профессора Крюгер и Мохингерт рассказали Грифиусу о новом стиле немецкоязычной поэзии. Грифиус написал мемориальные стихи, когда в 1638 году умер ребёнок Крюгера. Несколькими годами ранее Крюгер подружился с Мартином Опицем, «отцом немецкой поэзии», который также жил в Данциге.
Крюгер первым издал отдельные таблицы логарифмов для тригонометрических функций и для чисел.  В своём трактате «Употребление логарифмической тригонометрии» (Praxis Trigonoraetriae logarithmicae, Данциг, 1634), который пользовался большой популярностью и был дважды переиздан (в 1648 и 1654.годах), Крюгер сформулировал теорему косинусов в виде, удобном для вычислений с логарифмами.
В своём труде «Prognostics» (1631) Крюгер поддержал гелиоцентризм Коперника, посвятив всю главу IV обсуждению, что вращается — Земля или Солнце. По словам Крюгера, наблюдения Галилея подтвердили теоретические тезисы Коперника. Вместе с тем Крюгер, опираясь на свои многолетние наблюдения комет, выступил против (ошибочного) утверждения Галилея о том, что кометы — не космические тела, а оптические явления в атмосфере Земли.
В 1627–1630 годах Крюгер был учителем подростка Яна Гевелия, который позже стал известным астрономом. Гевелий с благодарностью упомянул Крюгера в своём труде «Machina coelestis».
Умер в 1639 году в Данциге.

## Основные труды
См. подробнее на сайте Worldcat.org.
- Synopsis trigonometriae s. doctrinae triangulorum, 1612
- De hypothetico systemate coeli, 1615
- Logistica sexagenaria methodice conformata cum canone sexagenario omnibus numeris emendatissimo, 1616
- Kurtzer Bericht von dem grossen noch zur Zeit scheinenden Cometen (Краткое сообщение о великой комете, всё ещё сияющей в данный момент), 1618
- Uranodromus cometicus, 1619
- Diatribe paschalis, о расчёте еврейской и христианской Пасхи, 1625
- Cupediae astrosophiae, 1630
- Prognostics, 1631
- Praxis trigonometriae logarithmicae, 1634
- Doctrina astronomiae sphaerica, 1635